# Aeranthes aemula
Aeranthes aemula är en orkidéart som beskrevs av Rudolf Schlechter. Aeranthes aemula ingår i släktet Aeranthes och familjen orkidéer. Inga underarter finns listade i Catalogue of Life.